# L'Homme du jour
L'Homme du jour is een Franse muziekfilm uit 1937 onder regie van Julien Duvivier. Destijds werd de film uitgebracht onder de titel De held van de dag.

## Verhaal
Alfred Boulard en zijn vriendin Suzanne dromen van een muzikale carrière. Hij neemt deel aan een proef en keert ontgoocheld terug naar zijn gewone leventje. Op een dag redt hij toevallig het leven van een gevierde actrice door haar bloed te geven.

## Rolverdeling
| Acteur                   | Personage                               |
| ------------------------ | --------------------------------------- |
| Maurice Chevalier        | Alfred Boulard / Zichzelf               |
| Elvire Popesco           | Mona Thalia                             |
| Raymond Aimos            | Oude acteur                             |
| André Alerme             | François-Théophile Cormier de la Creuse |
| Josette Day              | Suzanne Petit                           |
| Marguerite Deval         | Mevrouw Christoforo                     |
| Marcelle Géniat          | Alphonsine Boulard                      |
| Paulette Élambert        | Zusje van Suzanne                       |
| Robert Lynen             | Milot                                   |
| Marcelle Praince         | Mevrouw Pinchon                         |
| Robert Pizani            | Verwijfde dichter                       |
| Pierre Sergeol           | Oneerlijke klant                        |
| Charlotte Barbier-Krauss | Mevrouw Legal                           |
| Simone Deguyse           | Kleine vrouw                            |
| Renée Devillers          | Fanny Couvrain                          |